# حملة سرطان الثدى
حملة سرطان الثدي مؤسسة خيرية لأبحاث سرطان الثدي ومقرها المملكة المتحدة. في عام 2015، اندمجت حملة سرطان الثدي مع مؤسسة خيرية أخرى هي «اختراق سرطان الثدي» لتشكيل أكبر مؤسسة خيرية لأبحاث سرطان الثدي في المملكة المتحدة - سرطان الثدي الآن.

## تحليل الفجوة في الحملة
في عام 2006، طلبت حملة سرطان الثدي من 56 من خبراء سرطان الثدي في المملكة المتحدة آراءهم حول الأبحاث الحالية حول سرطان الثدي. كان الهدف هو تسليط الضوء على الفجوات الرئيسية في أبحاث سرطان الثدي والمساعدة في تحديد التحديات المستقبلية التي يجب تحقيقها من أجل الحصول على أقصى فائدة للمرضى.

## تاريخيا

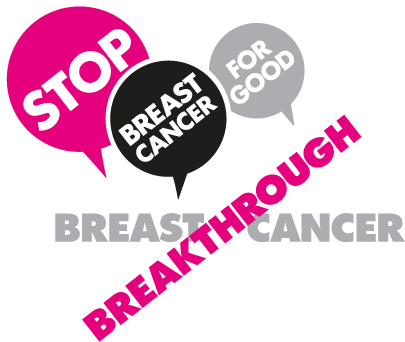
In 2014 it was announced that Breast Cancer Campaign and Breakthrough Breast Cancer (pictured) were to merge.

في عام 2006، طلبت حملة سرطان الثدي من 56 من خبراء سرطان الثدي في المملكة المتحدة آراءهم حول الأبحاث الحالية حول سرطان الثدي. كان الهدف هو تسليط الضوء على الفجوات الرئيسية في أبحاث سرطان الثدي والمساعدة في تحديد التحديات المستقبلية التي يجب تحقيقها من أجل الحصول على أقصى فائدة للمرضى.
تاريخيا
في عام 2014، تم الإعلان عن دمج حملة سرطان الثدي واختراق سرطان الثدي (في الصورة).
في عام 2006، نشرت حملة «تاريخ سرطان الثدي»، وهو تقرير سلط الضوء على الإنجازات الرئيسية التي تحققت في أبحاث سرطان الثدي على مدى 2000 سنة الما
ضية. يهدف التقرير إلى توضيح كيف أن الأموال التي تم إنفاقها على الأبحاث لم تقدم معرفتنا بسرطان الثدي فحسب بل استفاد منها المرضى بشكل مباشر.
في عام 2014، تم الإعلان عن أن حملة سرطان الثدي سوف يتم دمجها مع الحملة الخيرية لمكافحة سرطان الثدي.

### حملة الأنسجة لسرطان الثدي
حملة الأنسجة لسرطان الثدي هي عبارة عن تعاون بين أربعة مراكز بحثية. يهدف إلى إنشاء بنك لأنسجة سرطان الثدي للباحثين للدراسة. المراكز البحثية الأربعة هي:
- جامعة ليدز [2]
- معهد بارتس للسرطان، جامعة كوين ماري في لندن[2]
- جامعة دندي [2]
- جامعة نوتنغهام [2]

## أنشطه الحملات

### مشروع قانون العقاقير لبنك الانسجه
حمله سرطان الثدي ودعم مشروع قانون العقاقير لبنك الانسحة مشروع قانون الأعضاء الخاصة التي من شانها زيادة الدعم الحكومي للعاقاقير لبنك الانسجة حيث لا يوجد حافز لشركات الادويه لدعم خلق الحياة تعزيز عقاقير سرطان الثدي.

### انشر الكلمة
تهدف حمله «انشر الكلمة» إلى زيادة الجهود الرامية إلى الوقاية من الوفات الناجمة عن سرطان الثدي الثانوي.

### أنشطة جمع التبرعات

#### ارتداء اللون الوردي
ارتدِ اللون الوردي وهي مبادرة لجمع التبرعات على نطاق المملكة المتحدة تنظمها مؤسسة بريست كانسر ناو يرتديه المؤيدون سنويًا في شهر أكتوبر، وهو شهر التوعية بسرطان الثدي، وهم يرتدون قطعة من اللون الوردي وفي المقابل يتبرعون بجنيه إسترليني. وجمعت الأموال حوالي 100 مشروع، وتحديدا أبحاث سرطان الثدي في جميع أنحاء المملكة المتحدة وأيرلندا. يؤكد هذا الوعي على الحاجة إلى تحسين التشخيص والعلاج والوقاية والعلاج.
ارتداء اللون الوردي هو اليوم الأصلي في المملكة المتحدة البريطانية خلال شهر أكتوبر. وأنشئت في 2002 من قبل حمله لمساعده تبرعات لأبحاث سرطان الثدي منذ بدايتها وقد جمعت المبادرة جمع الأموال أكثر من £23,000,000 للبحوث سرطان الثدي

يمكن لأي شخص ان يشارك وهو شائع للعاملين في المكاتب والمدارس والنوادي المجتمعية. و 2011 ارتداء الحدث الوردي رفعت £2,200,000 للبحوث السرطان. سيقام الحدث 2017 يوم الجمعة 20 أكتوبر. كما قال النائب بولتون وسيت، «انا اعرف الناس الذين فقدوا الأصدقاء وافراد الاسره لهذا المرض، وأود ان أشجع السكان المحليين علي دعم ارتداء الوردي لجمع أموال قيمه للبحوث سرطان الثدي».